# Sosnové jezero
Sosnové jezero (rusky Сосновое озеро) je jezero v Burjatsku v Rusku. Má rozlohu 24,5 km². Náleží ke skupině Jeravninských jezer, která leží na rozvodí řek Vitim a Selenga.

## Vodní režim
Zdrojem vody jsou dešťové srážky, tající sníh a led a také podzemní voda. Voda odtéká řekou Choloj do řeky Vitim.